# Poutre en treillis
Une poutre est dite en treillis lorsqu’elle est formée d'éléments articulés entre eux et formant une triangulation. Cette poutre comprend deux membrures reliées par des éléments verticaux et/ou obliques (montants et/ou diagonales).

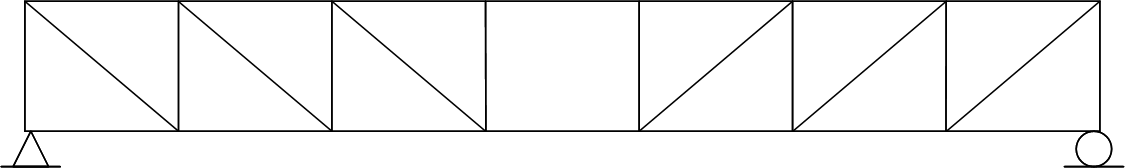
Schéma d'une combinaison treillis-échelle.

Terminologie d'une poutre en treillis (de type Pratt).

## Historique
Une poutre a d'abord été constituée par un tronc d'arbre non équarri posé entre deux appuis. Le tronc a été ensuite équarri sous forme de poutres rectangulaires qui font une meilleure efficacité géométrique mais qui consomment beaucoup de bois. 
Pour franchir de grandes portées, il faut augmenter l'inertie des poutres en faisant un assemblage de bois qui ont probablement été inspirées par les fermes triangulaires des toitures qui par assemblage vont former des treillis.
La ferme d'une charpente est composée de trois parties :
- la membrure supérieure comprimée,
- la membrure inférieure tendue,
- reliant les deux membrures, l'âme en lattis ou en treillis. Le treillis comprend des diagonales simples, multiples ou croisées, en général inclinées à 45°, avec ou sans montants verticaux.

Une première description des poutres-treillis est faite par Andrea Palladio, en 1570, dans les chapitres VII et VIII du troisième livre de Les Quatre Livres de l'architecture,.
Les premiers brevets sur des ponts en poutres en treillis en bois sont déposés aux États-Unis par Timothy Palmer en 1797, Theodore Burr en 1806 et 1817, Thomas Pope en 1807 et Lewis Wernwag en 1812 et 1829. Ces premiers brevets sont des structures hybrides de poutres et d'arches triangulées.

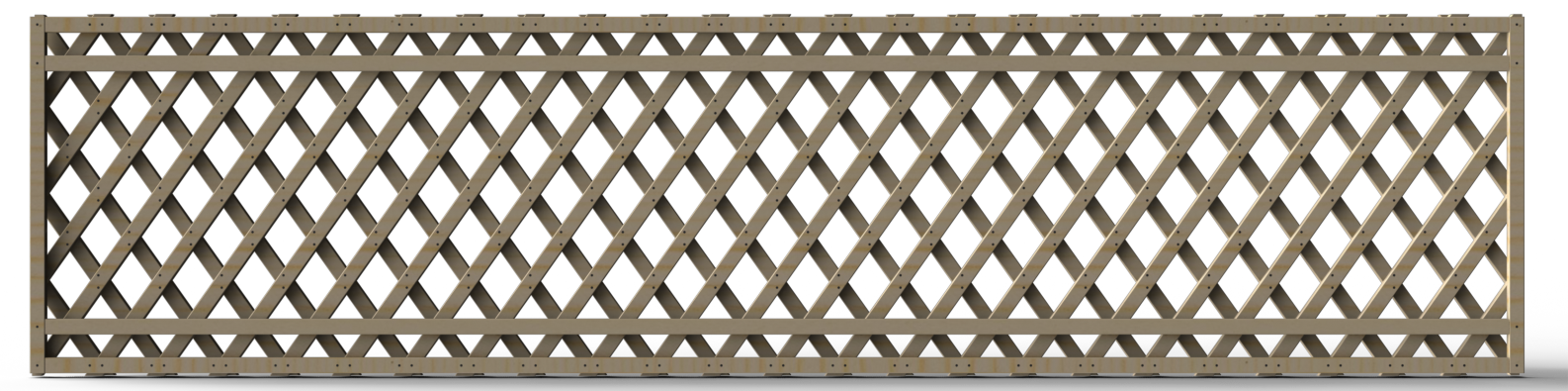
Poutre Town.

En 1820 Ithiel Town dépose un brevet de poutre en treillis 

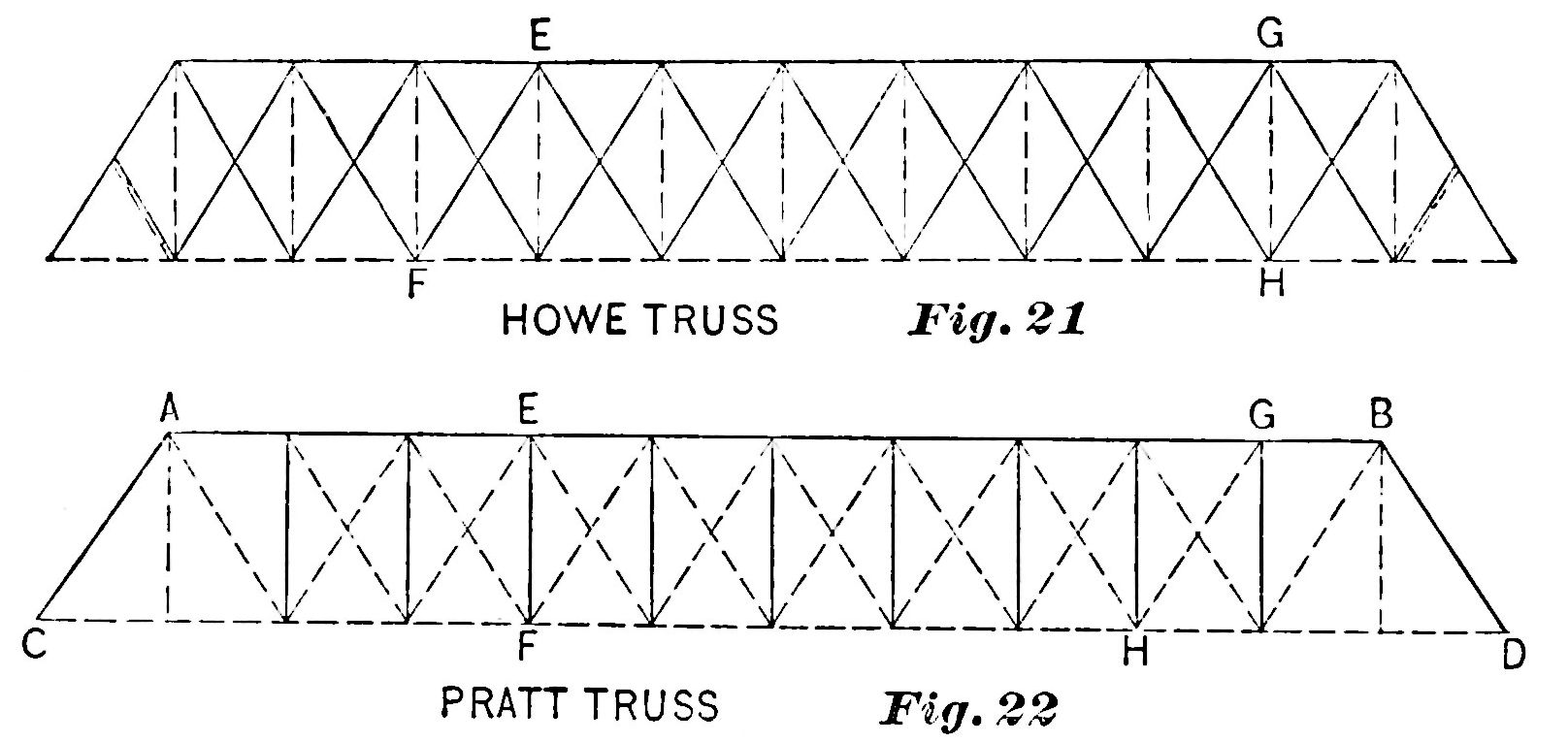
Comparaison entre la poutre en treillis Howe et celle de Pratt.

En 1839, Stephen Harriman Long dépose un premier brevet où les montants verticaux sont en traction et, entre deux montants successifs constituant un panneau, une triangulation en croix de saint André comprimée. Son second brevet, en 1839, inverse les efforts. Les montants sont comprimés et les croix de saint André sont des contrefiches diagonales en traction.
William Howe dépose son brevet de poutre en treillis en 1840. Il est inspiré de celui de Stephen H. Long, à la différence que les croix de saint André sont faites sur deux panneaux consécutifs. Les diagonales sont en compression. Cette poutre en treillis a ensuite été modifiée pour revenir à la poutre en treillis proposée par Stephen H. Long en 1830. Richard Boyse Osborne a réalisé en 1845 le premier pont Howe entièrement en fer construit aux États-Unis pour la compagnie Philadelphia and Reading Railroad. Il a breveté ce type de pont en Irlande en 1845 et en Grande-Bretagne en 1846. 

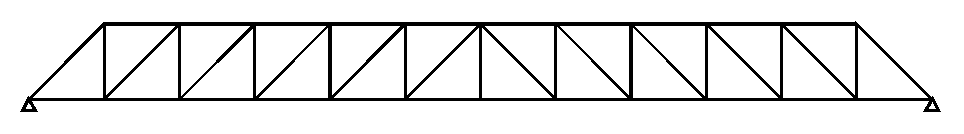
Poutre Howe

Poutre Pratt

Squire Whipple obtient un brevet en 1841. Il diffère de celui de Stephen H. Long de 1839 par la membrure supérieure qui n'est par parallèle à la membrure inférieure mais a une forme polygonale arquée. C'est une poutre en arc à tirant inférieur aussi appelée poutre bow-string avec des diagonales formant une croix de saint André. Il a aussi donné dans ce brevet le dessin d'une seconde poutre en treillis trapézoïdale.
En 1844, Thomas Willis Pratt et son père Caleb ont déposé un brevet similaire à celui de Stephen H. Long en 1839.
Squire Whipple propose une adaptation de la poutre de Long définie en 1839 et de la poutre de Thomas Willis Pratt brevetée en 1844 dans une première application en 1847, appelée poutre Whipple ou poutre Pratt à double intersection.
Un second brevet obtenu en 1872 donne le dessin de poutres en treillis Whipple.

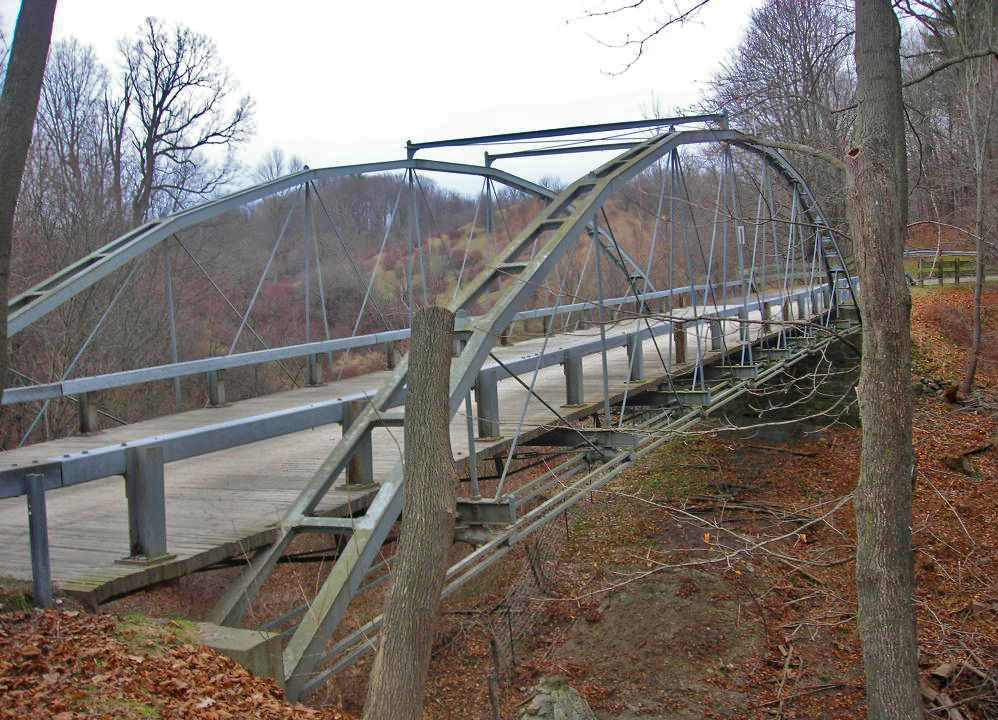
Pont bow-string Whipple
poutre treillis Whipple triple

Poutre Warren avec diagonales entrecroisées

Poutre Warren

Poutre Warren avec montants verticaux

Les ingénieurs britanniques James Warren (1806-1908) et Willoughby Theobald Monzani (1806-1854) obtiennent un brevet sur une poutre treillis sans montant vertical le 15 août 1848 (licence n°12 242) dont l'âme est composée d'une alternance de diagonales comprimées et tendues de même longueur. D'autres versions ont été proposées : ajout de montants verticaux au droit de l'intersection de deux diagonales, ajout d'un deuxième groupe de diagonales entrecroisées. Thomas William Kennard (1825-1893) après avoir analysé cette structure a proposé de simplifier les membrures longitudinales. Il obtient un brevet avec Warren en 1853. La comparaison entre le Pont Britannia de 1846-1850 et un pont de même portée conçu en poutre Warren montre que le pont tubulaire consomme dix fois plus de fer.
Le brevet de la poutre d'Alfred Henry Neville, en France, précède celui de Warren, et celui de Squire Whipple qui le suit, font appel à des dispositions similaires.
La poutre Warren est parfois appelée poutre-treillis en V et la poutre Pratt, poutre-treillis en N.
La poutre Pratt a fait l'objet de plusieurs variantes :
- la poutre Whipple, aussi appelée poutre Pratt à double intersection parce que chaque diagonale reliant deux montants coupe un montant, réalisée par Squire Whipple en 1847. Ce type de poutre treillis a été très utilisé sur les ponts ferroviaires américains[7]. Ce type de poutre a été modifié par John W. Murphy, ingénieur en chef de la compagnie Lehigh Valley Railroad en 1863,
- La poutre Parker, développée par Charles H. Parker en 1870[8], qui est une poutre Pratt avec une membrure supérieure inclinée,
- La poutre Baltimore (Petit), développée en 1871 par les ingénieurs du Baltimore and Ohio and Pennsylvania Railroad à partir de la poutre Pratt en ajoutant des sous-diagonales,
- La poutre Pensylvania (Petit) a été inventée au milieu des années 1870 comme variante de la poutre Parker. Comme la poutre Baltimore, en ajoutant des sous-diagonales,
- La poutre Camelback est une variante de la poutre Parker où la forme de la membrure supérieure brisée a été limitée à cinq pentes.

poutre treillis Whipple ou poutre Pratt à double intersection
Poutre treillis Parker
Poutre treillis Baltimore
Poutre treillis Pennsylvania
Poutre treillis Camelback

D'autres brevets de poutres en treillis ont été déposés aux États-Unis. Ceux d'August Canfield en 1833, d'Earl Trumbull  en 1841, de Nathaniel Rider en 1845, de Frederick Harbach en 1846, de Francis C. Lowthrop en 1857, de Joseph W. Sprague en 1859, de Simeon S. Post en 1863, de Ova H. Bogardus en 1874, de John S. Post en 1876, de William E. Stearns en 1890 et Charles H. Ball en 1893. 

Poutre lenticulaire Pauli

Friedrich August von Pauli (1802-1883) a breveté une poutre en treillis lenticulaire en 1857. Isambard Kingdom Brunel a construit un pont avec une poutre lenticulaire sur le Royal Albert Bridge, conçu en 1855 et inauguré en 1859, en s'inspirant du High Level Bridge de Robert Stephenson.
Jacob Hayes Linville (1825-1906) a breveté en 1862 la poutre en treillis Linville, poutre avec un treillis à double intersection avec une membrure supérieure en fonte, une membrure inférieure et des diagonales en fer forgé. Il a fondé la Keystone Bridge Company (en) avec Andrew Carnegie pendant la guerre de Sécession.

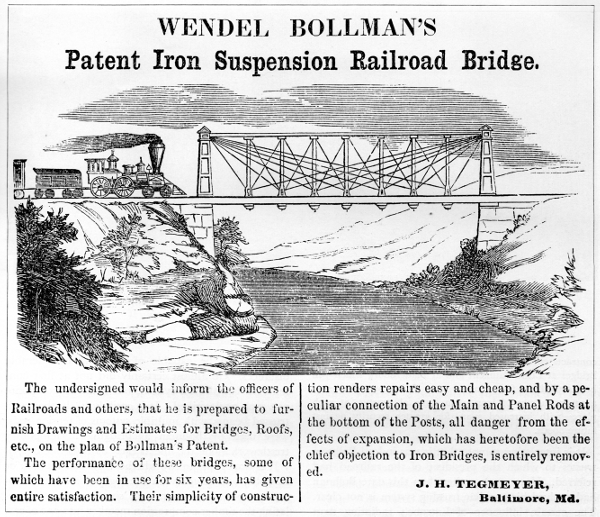
Publicité pour la poutre Bollman

Wendel Bollman a breveté en 1852 une poutre en treillis basée sur la poutre-treillis Long de 1839, ou de Pratt, renforcée de poinçons avec une suspension asymétrique.
La ferme à poinçon a été à l'origine de plusieurs systèmes. Le système le plus simple consiste à placer sous la membrure supérieure une contrefiche à mi-portée reprise par des jambes de force liant la partie inférieure de la contrefiche à la membrure supérieure au droit des appuis de la poutre.

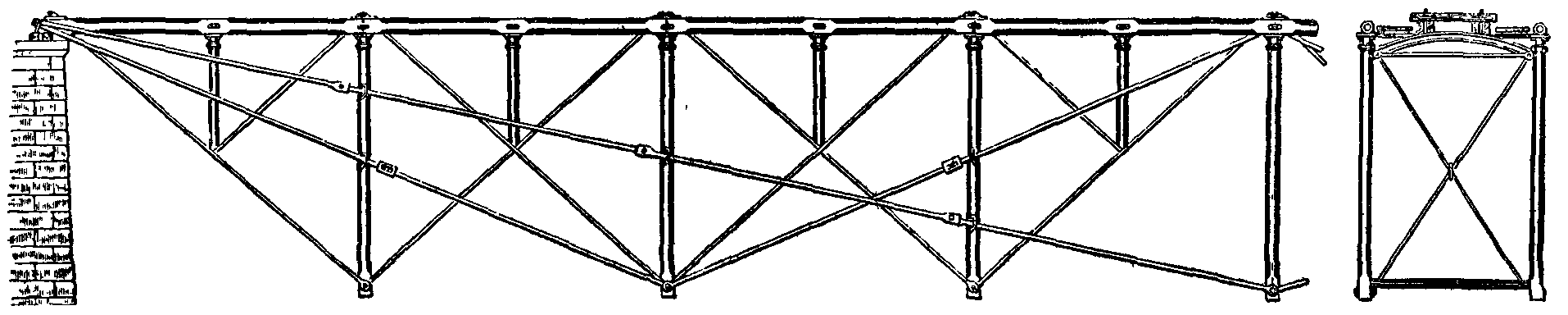
Demi-poutre Fink

À la suite de la reconstruction du pont ferroviaire à Harpers Ferry par Wendel Bollman, Albert Fink a mis au point le premier système développant ce principe dans son brevet de poutre déposé en 1854. Au système primaire décrit ci-dessus, il a ajouté un système secondaire et tertiaire pour former la poutre Fink.
Robert Le Ricolais (1894-1977) a proposé en 1968 un système de poutres à faux-poinçon automorphe.
L'intérêt d'une poutre continue avait été démontrée au début du XIXe siècle mais il était nécessaire de trouver une solution pour résoudre deux problèmes :
- comment reprendre les effets des dilatations dues aux variations de température tout en assurant la reprise des efforts longitudinaux et transversaux,
- comment assurer la résistance de l'ouvrage en cas de tassement d'un des appuis.

Schéma de la poutre en treillis à poutres en porte-à-faux du pont ferroviaire d'Haßfurt conçu par Heinrich Gerber en 1866 ou poutre Gerber

Le premier pont à poutres en porte-à-faux moderne a été inventé par Heinrich Gerber. Il a démontré la faisabilité de cette solution avec la construction du pont routier sur le Main à Haßfurt, en 1867. Pour permettre à la structure de résister en cas de tassement d'un des appuis, il a prévu des articulations dans une travée sur deux à la position des points où le moment de flexion sous poids propre est nul. Cette solution permet d'avoir des sollicitations dans la structure à peu près identiques à celles d'un pont continu. L'ouvrage est un treillis métallique qui a une forme alors originale. Il a trois travées. Les articulations sont prévues dans la travée centrale. La forme a été dessinée pour obtenir une résistance égale tout le long de l'ouvrage. La partie centrale entre les articulations est conçue comme une poutre lenticulaire ou poutre Pauli. Il a breveté cette poutre en treillis, appelée poutre Gerber (en allemand Gerberträger) en 1866.

Pont Bailey en simple hauteur

Le pont Bailey a été mis au point par Donald Bailey en décembre 1941. Le premier pont a été mis en place en Italie en 1943. Sa conception modulaire lui permet de s'adapter à de nombreuses contraintes de site.